# Wang Guangmei
Wang Guangmei (ur. 26 września 1921, zm. 13 października 2006) – żona Liu Shaoqi.

## Życiorys
Urodziła się jako córka urzędnika i nauczycielki. Ukończyła żeński uniwersytet katolicki w Pekinie, z wykształcenia była anglistką. W 1948 roku wstąpiła do Komunistycznej Partii Chin i poślubiła Liu Shaoqi, dla którego pracowała wcześniej jako sekretarka. MIała z nim czwórkę dzieci.
Jako żona Liu w latach 1959–1968 była de facto pierwszą damą ChRL. Świetnie wykształcona, zawsze dobrze ubrana, towarzyszyła mężowi w podróżach zagranicznych, odsuwając na bok pretendującą do roli pierwszej damy żonę Mao Jiang Qing. Znienawidzona przez nią, w czasie rewolucji kulturalnej oskarżona o szpiegostwo na rzecz USA, więziona i poniżana (kazano jej chodzić w worku i naszyjniku z piłeczek pingpongowych). 
Zrehabilitowana w 1979 roku, podjęła pracę w Chińskiej Akademii Nauk Społecznych, do 2003 roku zasiadała także w Ludowej Politycznej Konferencji Konsultatywnej Chin. Zajmowała się działalnością dobroczynną, oddając na cele społeczne antyki należące do jej rodziny.